# Plaza Moreno
La Plaza Moreno se encuentra ubicada en la ciudad de La Plata, Provincia de Buenos Aires, República Argentina. Está ubicada entre las calles 50, 54, 12 y 14.

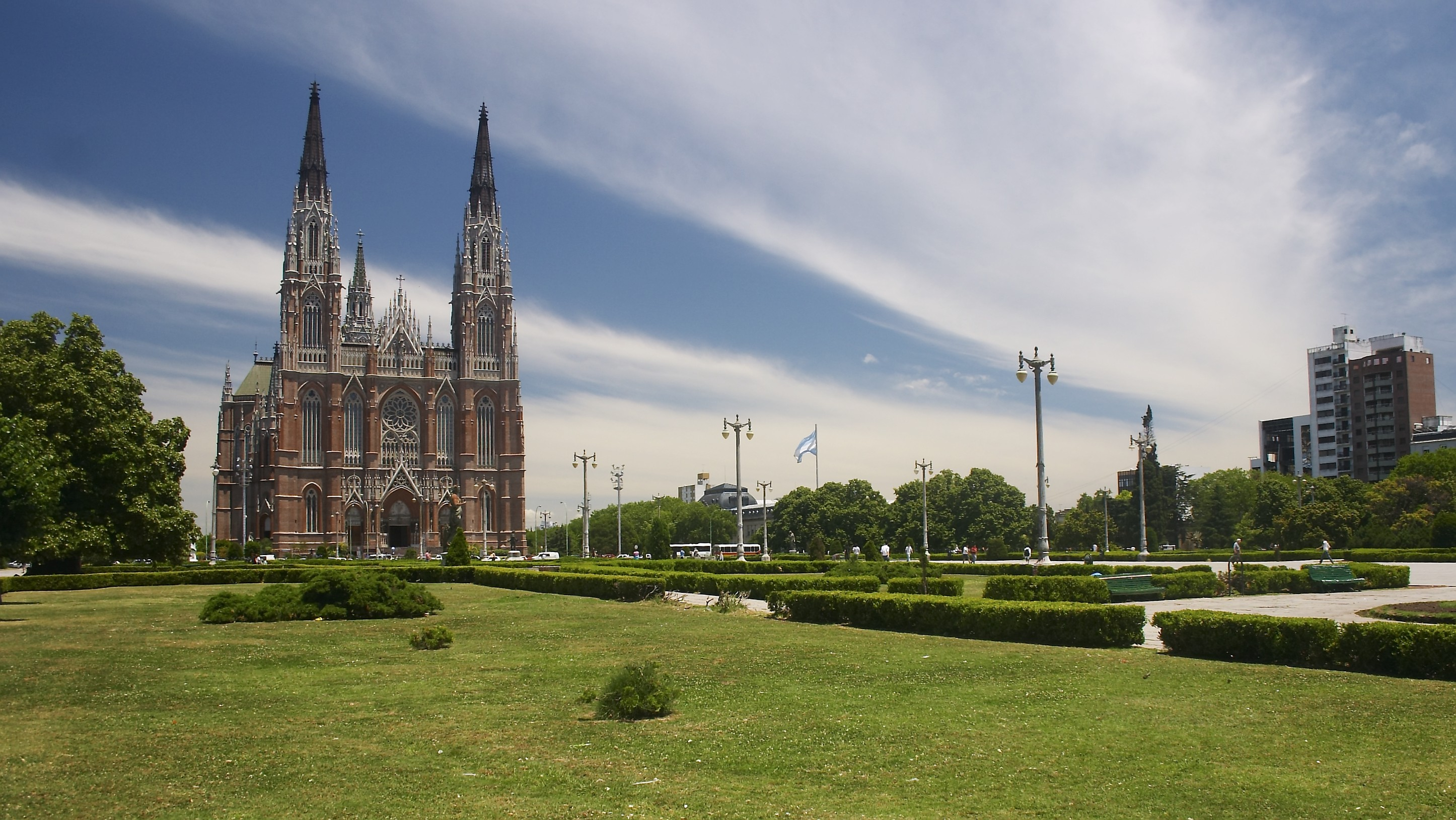
Plaza Moreno, vista a la Catedral.

Esta plaza es la principal de la ciudad, ocupando el centro oficial de la misma y siendo este el lugar donde se llevó a cabo la ceremonia fundacional de La Plata el 19 de noviembre de 1882. Es una de las plazas más extensas de la Argentina con casi 8 hectáreas, y fue diseñada con simetría total, según el gusto del siglo XIX por lo francés.
Hasta 1901 fue conocida como "Plaza Principal" o "Plaza Municipal", pero luego de ese año recibió su actual nombre en homenaje a  Mariano Moreno de la Primera Junta. Moreno tuvo su respectivo monumento en la plaza frente al Palacio Municipal, el cual era una pirámide con la estatua de la libertad en su cúspide y cerca de la base la estatua del prócer. En 1910 se demolió este monumento y la estatua de Moreno se llevó a la ciudad de Pergamino, donde sigue estando. Recién en 1999 volvería a colocarse una estatua de Moreno en la plaza homónima, cuando se inaugura la obra del escultor Ricardo Dalla Lasta. 
En el año 1912 se colocaron cuatro fuentes que hacen referencia a las Cuatro Estaciones del año, realizadas por el artista francés Mathurin Moreau. Inicialmente se colocaron mirando hacia los vértices de la plaza. Fueron realizadas con la técnica de hierro fundido y colocadas una en cada cuadrante de la plaza.
En la década de 1940 se reforma el diseño original de la plaza. Se elimina la fuente central (en donde en 1961 se haría un mosaico con el escudo de La Plata), se mudan de lugar las esculturas “El Océano” y “La Agricultura” (1914) al Parque Saavedra y Plaza Olazábal, y se reubican las de las Cuatro Estaciones. Además se eliminan las palmeras y se plantan diversos árboles como tilos, cedros y cipreses. Se diagraman nuevos lugares para la circulación, buscando continuar el diseño del trazado de la ciudad.
La escultura “El Arquero Divino” data de 1924 y fue colocada en la plaza en 1970; es obra de Troiano Troiani, quien fue becado por el gobierno argentino para que traiga sus trabajos al país. La escultura fue inspirada en el “Hércules Arquero” de Bourdelle y se realizó con la técnica del modelado al estilo del escultor francés Auguste Rodín. Según un mito urbano local ya desmentido, fue colocada por miembros de la masonería argentina apuntando hacia la cruz de la catedral, para mostrar sus diferencias con la Iglesia Católica.

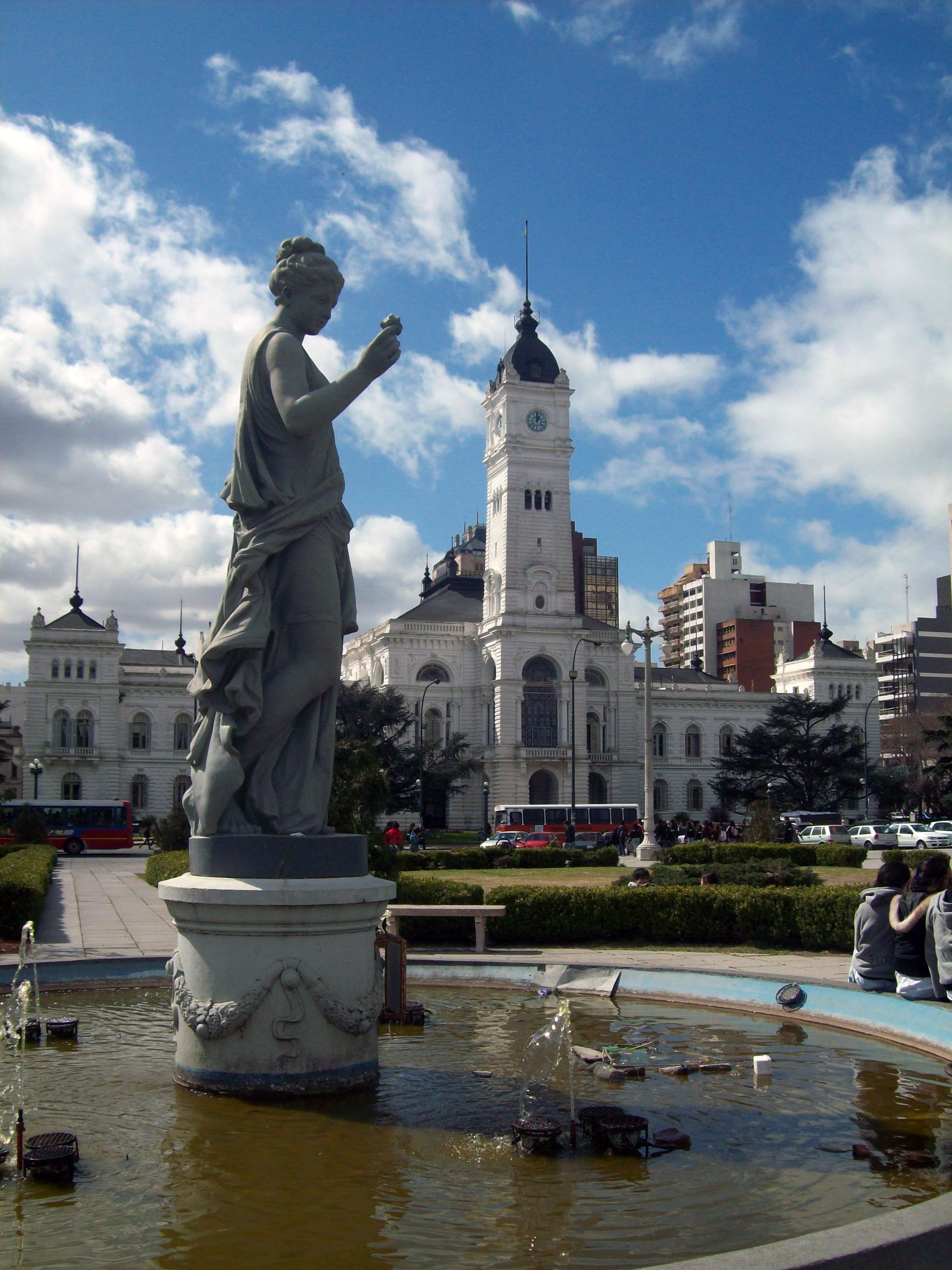
Parte del conjunto 'Las Cuatro Estaciones' de esculturas, en el fondo Palacio Municipal.

Además concentra dos de las grandes obras arquitectónicas de la ciudad. Sobre la calle 12 se encuentra el Palacio Municipal inaugurado en 1888, y sobre la calle 14 está ubicada la catedral, abierta en 1902 pero recién terminada en 1999, cuando se finalizaron sus torres de estilo gótico. La municipalidad platense está flanqueada por edificios gemelos que componen el Centro Administrativo Gubernamental de la Provincia de Buenos Aires. Llamadas Torre 1 y Torre 2, fueron diseñadas en 1970 pero su construcción avanzó lentamente, terminado recién en 1987.
Otros edificios notables que se encuentran en los bordes de la Plaza Moreno son la Escuela Normal 1 “Mary O. Graham”, habilitada en 1932; y el Museo y Archivo Dardo Rocha, antigua casa del fundador de la ciudad, y una de las más antiguas de La Plata, datando de 1885.
La plaza cuenta con 18 jardines con cercos verdes, y variedad de árboles. Todos los años se festeja en ella el aniversario de la fundación de la ciudad, con recitales gratuitos y fuegos artificiales.

## Enlaces relacionados
- Plazas de La Plata
- La Plata
- Palacio Municipal de La Plata
- Catedral de La Plata